# 高山保次郎
高山保次郎（たかやま やすじろう、1838年 - 1907年11月3日）は、幕末-明治期の神官、歌人。
本姓は里井、名は慶孝、号は苞居。

## 人物
1838年（天保9年）、和泉泉南郡南中通村（現・大阪府泉佐野市）、里井孝幹の二男として生まれる。幼名は寬三郞。
里井家は代々好学で、幼少より学を好み、家翁の教授を受け、15歳のとき堺市九間町の高山家の養子となり家督を継ぎ、名を保次郎と改める。
父の没後は岩崎長世に国学をまなび、大阪枚岡神社に出仕、歌会始の撰者に加わる。また堺の区長などをつとめる。
長世の没後は尾崎正明、渡辺重春らと交り歌道に専心する。
1907年（明治40年）、70歳で死去。没後に『苞居歌集』が刊行された。